# 732
Раннє Середньовіччя. Триває чума Юстиніана. У Східній Римській імперії продовжується правління Лева III. Більшу частину території Італії займає Лангобардське королівство, деякі області належать Візантії. У Франкському королівстві формально править династія Меровінгів при фактичній владі в руках Карла Мартела. В Англії триває період гептархії. Авари та слов'яни утвердилися на Балканах. Центр Аварського каганату лежить у Паннонії. Існують слов'янські держави: Карантанія та Перше Болгарське царство.
Омеядський халіфат займає Аравійський півострів, Сирію, Палестину, Персію, Єгипет, Північну Африку та Піренейський півострів. У Китаї править династія Тан. Індія роздроблена. В Японії почався період Нара. Хазарський каганат підпорядкував собі кочові народи на великій степовій території між Азовським морем та Аралом. Відновився Тюркський каганат.
На території лісостепової України в VIII столітті виділяють пеньківську й корчацьку археологічні культури. У VIII столітті продовжилося швидке розселення слов'ян. У Північному Причорномор'ї співіснують різні кочові племена, зокрема булгари, хозари, алани, авари, тюрки, кримські готи.

## Події
- 10 жовтня — У битві між Туром і Пуатьє (Франція) франкський мажордом Карл Мартел розбив армію іспанських маврів, чим зупинив їхнє просування в Західну Європу. У цій битві загинув Абд-ар-Рахман, мусульманський правитель Кордови, що змусило маврів залишити Галію і в майбутньому не здійснювати на неї крупних набігів. Карл був незаконно народженим сином правителя Франкського королівства Піпіна, після смерті котрого (714) переміг трьох внуків Піпіна (законних синів у нього не було) і захопив владу в країні. Перемога біля Тура зміцнила позиції родини Мартела, Каролінгів, і його син, Піпін, став першим королем франків з династії Каролінгів.
- Араби здійснили рейд на Сардинію.
- Костянтин, син василевса Лева III Ісавра одружився з хозарською принцесою, яка при хрещенні отримала ім'я Ірина.
- Бонифатій став місіонерським архієпископом «провінції Німеччина» і «германським легатом римської церкви».
- 732—748 — Князь Вірменії Ашот II Сліпий Багратуні.
- Папа Григорій III оголосив анафему іконоборцям. У відповідь Лев III Ісавр забрав з-під його юрисдикції Сицилію, Калабрію та Іллірик.